# Hałyniec 2
Hałyniec 2 (biał. Галынец 2; ros. Голынец 2; pol. hist. Hołyniec) – wieś na Białorusi, w obwodzie mohylewskim, w rejonie mohylewskim, w sielsowiecie Bujniczy.